# 聖伊內斯 (卡斯蒂利亞-萊昂)
圣伊内斯，是西班牙卡斯蒂利亚-莱昂布尔戈斯省的一个市镇。总面积15平方公里，总人口188人（2001年），人口密度13人/平方公里。